# Samba (India)
Samba is een stad en “notified area” in het Indiase unieterritorium Jammu en Kasjmir. Het is de hoofdplaats van het gelijknamige district Samba.

## Demografie
Volgens de Indiase volkstelling van 2001 wonen er 19.961 mensen in Samba, waarvan 65% mannelijk en 35% vrouwelijk is. De plaats heeft een alfabetiseringsgraad van 78%.